# Jschlatt
Jschlatt，本名強納森·施拉特（Johnathan Schlatt，1999年—），是一名美國YouTuber、Twitch主播和播客主持。他以其各類線上社交娛樂影片、其對遊戲組織「One True King」和現已解散的創作團體「Lunch Club」的參與，以及他在 Dream SMP 早期作為反派的角色聞名。他曾與路德維格·阿格倫、TommyInnit 和 Wilbur Soot 等網紅合作過遊戲實況、小品喜劇和播客等創作。
截至2023年3月8日，其名下八個YouTube已累計790訂閱以及8.60億次點閱，而其Twitch頻道也已累計180萬粉絲以及超過480萬總觀看次。

## 職涯

### YouTube
Schlatt的第一個YouTube頻道於2010年創立，而其目前的主頻道「jschlatt」則創立於2013年七月6日。jschlatt 頻道最早期以創作迷因為主，並於2018年二月以對伊隆·馬斯克的單部簡評短片「elon r u ok」為其頻道帶來了首次成功。不久後Schlatt的頻道突然遭到停權。
頻道恢復後，Schlatt的粉絲數量不斷增加，並透過其影像文章「向 Minecraft 致敬」取得了進一步的成功，截至2022年10月，該影片的點閱已超過500萬次。該影片的成功吸引來了 YouTube 上多位人物的目光，Schlatt於是收到了來自 SMPLive 的邀請，SMPLive 是一個由 YouTuber 兼 Twitch主播「CallMeCarson」建立的 Minecraft 角色扮演伺服器。後來由於 Carson 性醜聞控告纏身，他選擇與其切割。
2023年3月8日，Schlatt 在 YouTube 上推出了諷刺喜劇辯論播客“Did Schlatt Win?”。

#### Lunch Club
Lunch Club 是一個美國 YouTuber 團體，於2020年1月25日 SMPLive 結束時由伺服器創始人 CallMeCarson 和其他幾位成員（包括 Schlatt）共同創立。在 CallMeCarson 因緋聞遭到控告後，該團體及其播客被無限期終止，該團體最後的一支影片於2020年11月11日發布——距該團體成立不到一年。

### Twitch

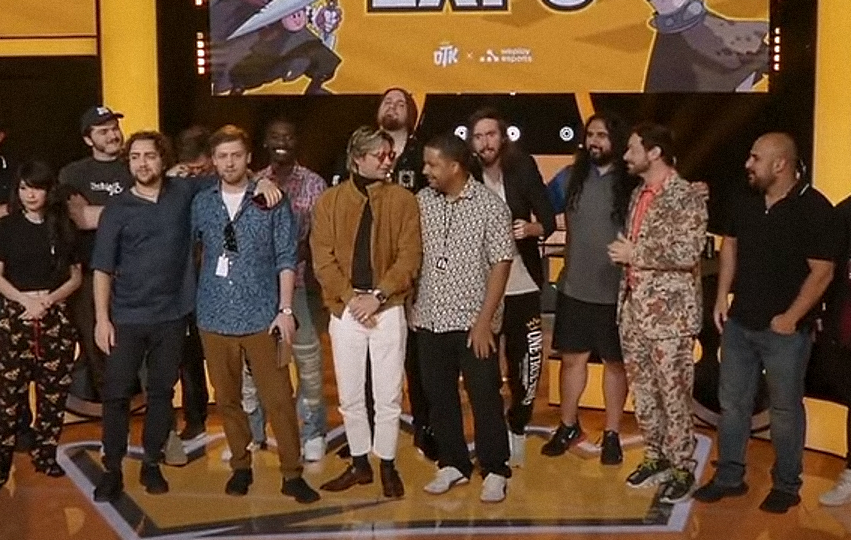
2022 年初，One True King 的陣容由左至右（Emiru、Jschlatt、Mizkif、Sodapoppin、BruceDropEmOff、Cyr、Tectone、Nmplol、Asmongold、Esfand、Rich Campbell、Tips Out）

Schlatt的Twitch頻道創立於2015年八月3日，但一直到2018年他才開始其直播主事業。Schlatt早期的直播以 Minecraft 多人生存伺服器 SMPLive 為主，然而此外他也有在其頻道直播其他如無名鵝愛搗蛋、大都會：天際II、OpenTTD等知名遊戲。他將這些遊戲的大部分直播內容剪輯成 YouTube 影片，並將其發佈到 JschlattLIVE 頻道，使其成為他主要上傳影片至 YouTube 的頻道，其內容不止包含直播，還包含其他全部創作。
Schlatt 於2020年七月16日，在收到來自創作者兼Dream SMP伺服器成員 TommyInnit 所給的IP後，加入了Dream SMP，一個採邀請制的 Minecraft 多人生存伺服器。由於未經伺服器服主 Dream 許可加入，他於當天不久後就被封禁。隨後，Schlatt 於2020年9月20日正式重新受邀入服，並擔任次要反派。

經過長時間的中斷後，Schlatt 於2021年12月17日宣布他將進行兩年以來的首次直播。

### 商業投資
2021年五月，Schlatt 加入了遊戲組織 One True King並在後來成為其共同所有人。2022年6月，他們成立了 Starforge Systems，一家專注於製造和銷售電腦的公司12月23日，Schlatt從 OTK 辭職，該組織在推特上寫道：「我們一致同意，為了讓他實現（fulfill）（原文如此）他在新的一年及以後的目標，我們將分道揚鑣」。雖然 Schlatt 已從 OTK 辭職，但他仍然擁有 Starforge Systems 的相當一部分，因此可能會繼續參與該公司的業務。
2022年5月，在他的頻道上展示他們的產品後，Schlatt 成為能量飲料公司 Gamersupps 的執行長。

#### Lud and Schlatts Musical Emporium
2022 年 9 月 28 日，Schlatt 和另一位創作者路德維格·阿格倫創立了 YouTube 頻道「Lud and Schlatts（原文如此） Musical Emporium」，並在其中發佈了著名歌曲的免版稅錄音以及兩首任天堂遊戲風格的原創歌曲，供其他YouTuber創作之用

## 影視作品

### 網路劇
| 年份      | 標題                      | 飾演     | 備註               |
| --------- | ------------------------- | -------- | ------------------ |
| 2018至今  | The Weekly Slap           | 主持     | 每集都會出現       |
| 2018–2021 | Scott the Woz             | 自己     | 兩集               |
| 2020      | The Misfits Podcast       | 自己     | 客串               |
| 2020–2021 | Dream SMP                 | 自己     | 飾演自己的虛構版本 |
| 2021      | Mogul Money               | 自己     | 客串               |
| 2021      | Just Roll with It Podcast | 自己     | 客串               |
| 2021至今  | OTK Reacts                | 前主持   | 7集                |
| 2021至今  | Chuckle Sandwich Podcast  | 共同主持 | 每集都會出現       |
| 2023至今  | Did Schlatt Win?          | 主持     | 每集都會出現       |

## 備註
1. ↑  各頻道訂閱數：
  - 386萬（jschlattLIVE）
  - 114萬（jschlatt）
  - 55.3萬（jschlattVODS）
  - 22.1萬（jschlattVODS Archive）
  - 88.5萬（theweeklyslap）
  - 127萬（Big guy）
2. ↑  各頻道點閱次：
  - 3.681億（jschlattLIVE）
  - 5850萬（jschlatt）
  - 4840萬（jschlattVODS）
  - 1250萬（jschlattVODS Archive）
  - 1740萬（theweeklyslap）
  - 3.557億（Big guy）

1. ↑  參見：

  - . Social Blade.   [May 28, 2022]. （原始内容存档于2022-12-01）.
  - . Social Blade.   [May 28, 2022]. （原始内容存档于2022-11-13）.
  - . Social Blade.   [May 28, 2022]. （原始内容存档于2022-11-13）.
  - . Social Blade.   [May 28, 2022]. （原始内容存档于2022-11-13）.
  - . Social Blade.   [May 28, 2022]. （原始内容存档于2022-11-13）.
  - . Social Blade.   [May 28, 2022]. （原始内容存档于2022-11-13）.

1. ↑  該 YouTube 頻道最初於2021年11月1日以「Online Lore」的名稱創建，用於某部 Ludwig 頻道上的影片。它後來被改造成Lud and Schlatts Musical Emporium。

## 外部連結
- YouTube上的jschlattLIVE頻道
- Schlatt的Twitch频道